# Alex Popovici
Alexandru Adrian Popovici, más conocido como Alex Popovici (Timişoara, Rumania, 6 de septiembre de 1988), es un futbolista rumano. Juega de delantero y su equipo actual es el Ripensia Timișoara de la Liga II de Rumania.

## Clubes
| Club                  | País       | Año       |
| --------------------- | ---------- | --------- |
| CFR Timișoara         | Rumania    | 2005-2006 |
| Politehnica Timișoara | Rumania    | 2006-2012 |
| CSM Reșița (cedido)   | Rumania    | 2007-2008 |
| CS Buftea (cedido)    | Rumania    | 2008      |
| Gloria Buzău (cedido) | Rumania    | 2009      |
| Concordia Chiajna     | Rumania    | 2012-2013 |
| ACS Poli Timișoara    | Rumania    | 2013-2017 |
| Səbail FK             | Azerbaiyán | 2017      |
| ACS Poli Timișoara    | Rumania    | 2018      |
| Ripensia Timișoara    | Rumania    | 2018-2021 |